# Santa Croce (Veneza)

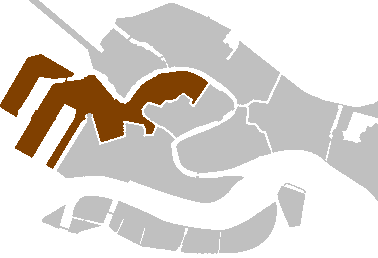
Santa Croce, em Veneza

Santa Croce (Santa Cruz) é um dos seis sestieri de Veneza.
Tal como o sestiere de San Polo, este sestiere pertence à zona chamada Luprio, onde se encontravam os pântanos salgados nos primeiros tempos da história da cidade. O seu nome faz referência à cruz de Jesus Cristo.

## Geografia
Este sestiere é vizinho de Dorsoduro, de Cannaregio, ao qual está ligado pela Ponte dos Descalços sobre o Grande Canal, e do de San Polo.
O sestiere está delimitado pelo Grande Canal a norte, pelo rio de San Cassiano a leste e Tronchetto a oeste. É o único sestiere com uma parte para circulação automóvel pois aí se encontra o parque de estacionamento da Piazzale Roma onde os automóveis que vêm de Mestre pela Ponte della Libertà.

## Monumentos e igrejas

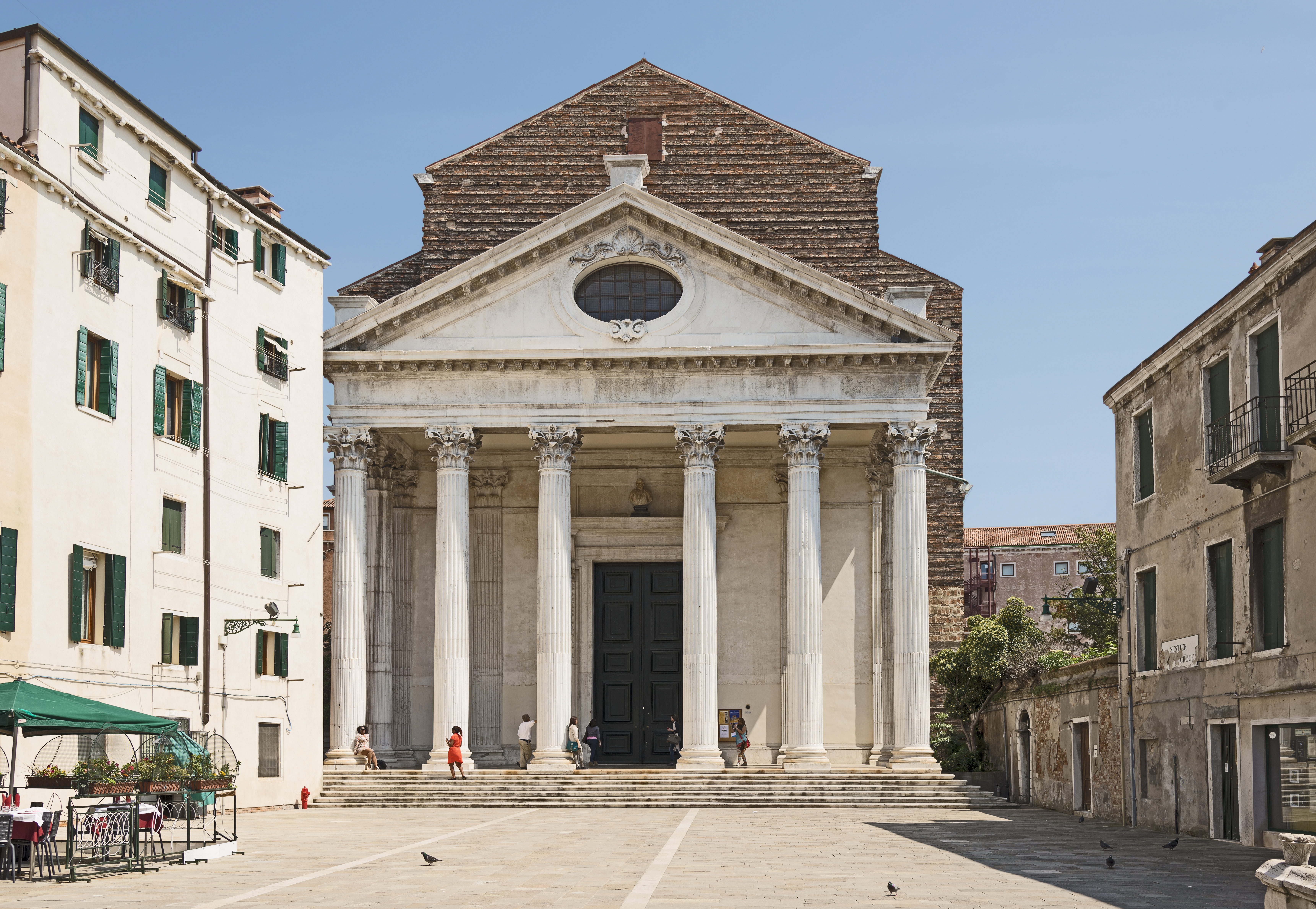
Igreja de São Nicolau Tolentino

Santa Croce é o sestiere menos rico em monumentos da cidade, mas contém alguns edifícios notáveis. 
Aqui se situa a igreja de San Giacomo dell'Orio no campo do mesmo nome, a igreja de San Stae sobre o Grande Canal, a San Zan Degolà, a igreja de Santa Maria Materdomini, a igreja de San Simeon Grande e a igreja de San Simeon Piccolo, esta frente à estação de Venezia Santa Lucia, e o grande santuário da Igreja de San Nicola da Tolentino.
A Ca' Pesaro é o museu de arte moderna de Veneza, rica em arte dos séculos XIX e XX, com obras de Gustav Klimt, Vassili Kandinsky e Henri Matisse.
Ainda se pode ver sobre o Grande Canal o Fondaco dei Turchi que servia de entreposto onde os comerciantes muçulmanos descarregavam as suas mercadorias e que constituiu hoje o Museu de História Natural da cidade.